# Cyperus cearaensis
Cyperus cearaensis är en halvgräsart som beskrevs av Gross och Georg Kükenthal. Cyperus cearaensis ingår i släktet papyrusar, och familjen halvgräs. Inga underarter finns listade i Catalogue of Life.